# Региональный исторический музей в Кырджали
Региона́льный истори́ческий музе́й в Кы́рджали́ работает с 1963 года. Входит в престижный список «100 туристических объектов Болгарии» под номером 25.
Музей расположен в трёхэтажном здании, охраняемом как памятник архитектуры. Здание построено в 1920-е годы по проекту известного русского архитектора  А. Н. Померанцева как медресе, в начале 1980-х адаптировано под музей архитектором Еленой Кондевой.
В музее хранится более 45 тысяч экспонатов, представляющих историю региона Восточных Родоп от глубокой древности до середины XX века. Представлены три коллекции — в отделах «Археология», «Природа» и «Этнография». К музею относится и художественная галерея имени Станки Димитровой, она расположена в отдельном здании — бывшей почтовой станции.
Во дворе музея — сад с редкими растениями, некоторые из видов растут только в этой области Болгарии.

## Археология

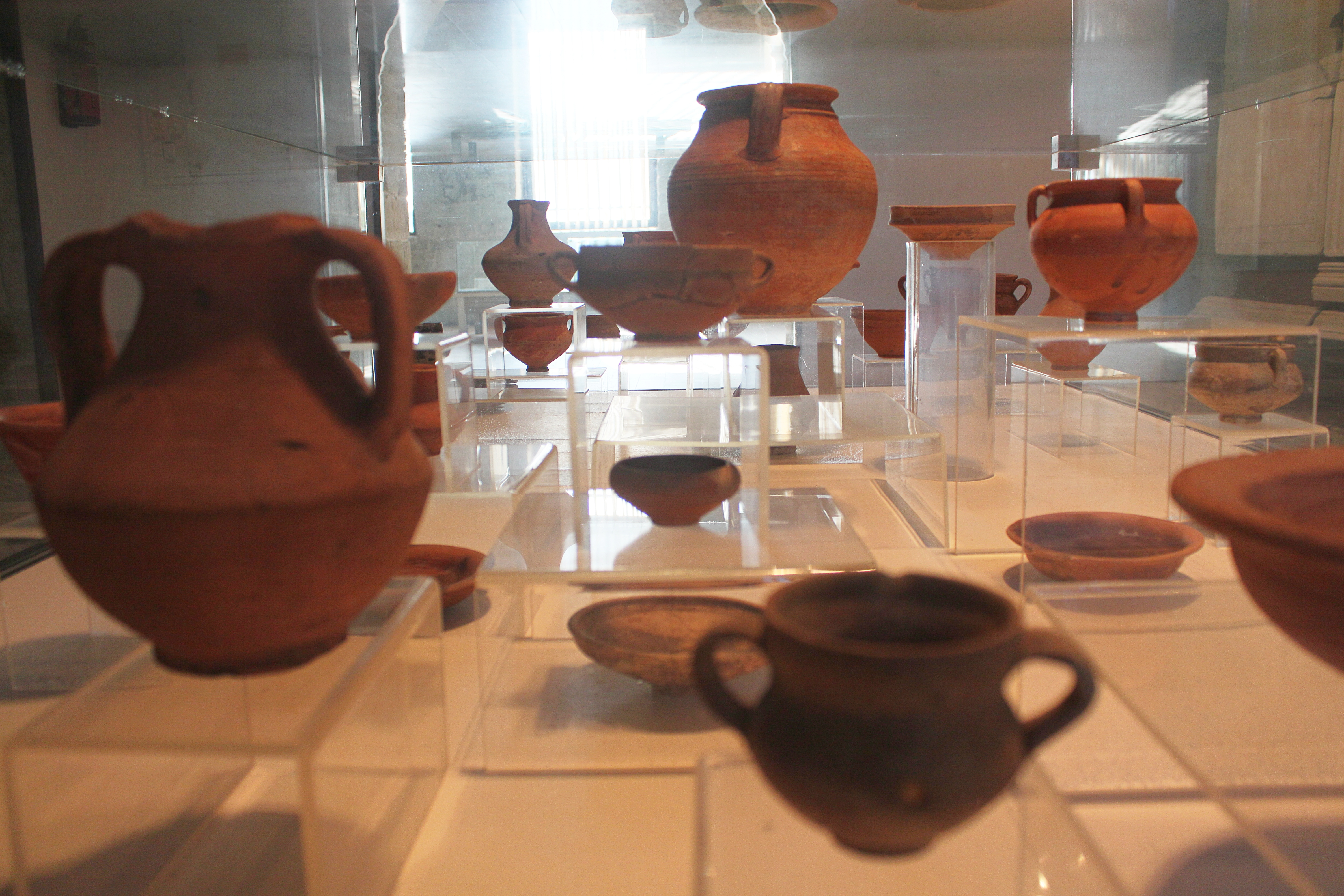
Образцы римской керамики II-IV вв.

Отдел «Археология» расположен на первом этаже музея и занимает девять залов общей площадью 600 кв. м. Здесь хранятся находки от неолита до позднего болгарского средневековья. В отделе представлены предметы быта, орудия труда, украшения, средневековые монеты, церковная утварь.
Некоторое количество археологических находок находится также во дворе музея.

## Природа
В отделе «Природа» на 300 м² представлены образцы живой и неживой природы Восточных Родоп, гербарии редких растений, окаменелости, рудные минералы и драгоценные камни. Тут можно увидеть фотографии известных природных достопримечательностей Кырджалийской области — «Каменная свадьба», «Каменные грибы», «Окаменелый лес», «Дьявольский мост» и другие.

## Этнография

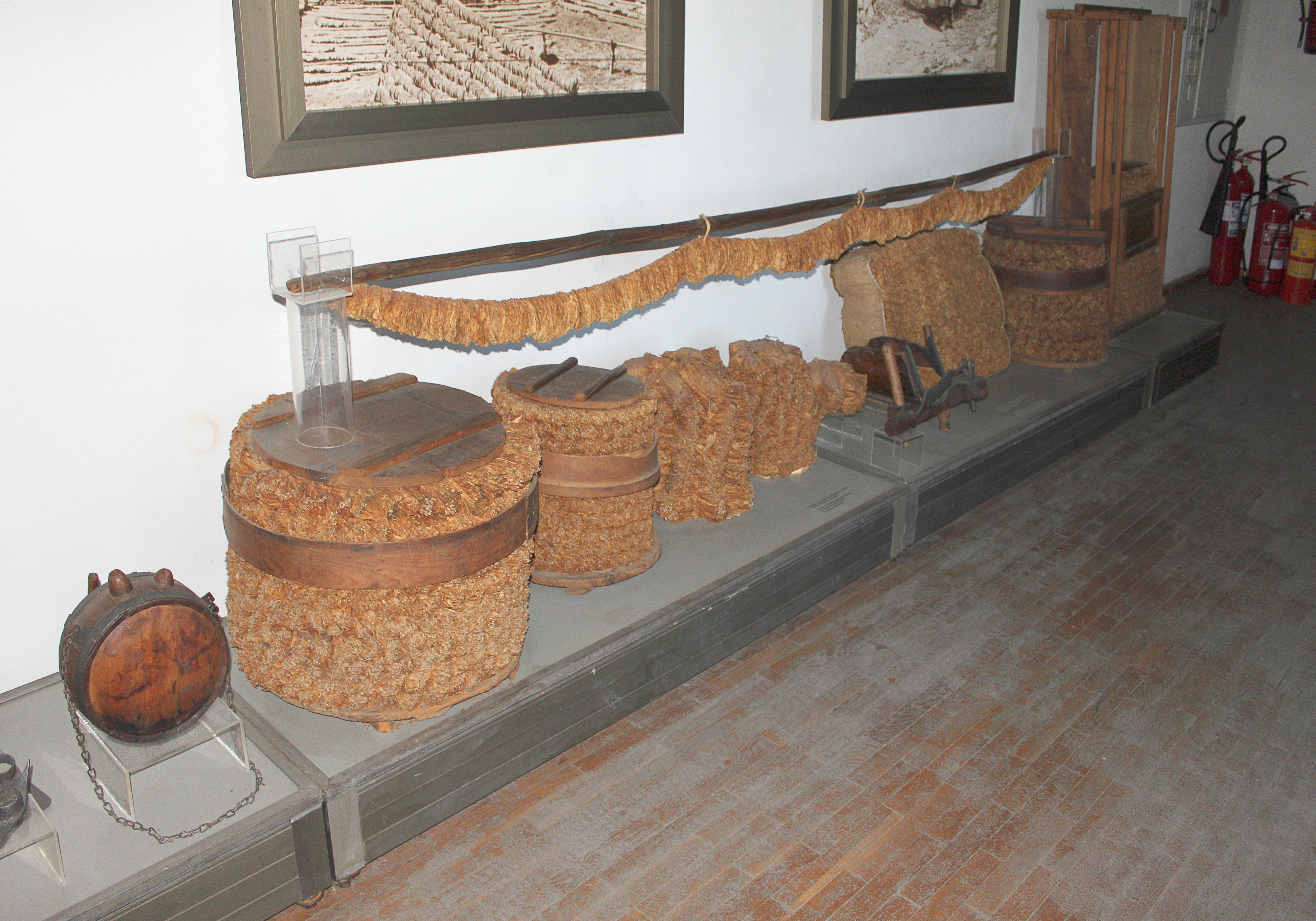
Экспонаты, посвящённые табачному производству в регионе

В отделе этнографии на третьем этаже в девяти залах представлены экспонаты, дающие представление о жизни Восточных Родоп с конца XIX века по 1950-е годы. Тут представлены элементы традиционного быта народов, населяющих регион, а также орудия труда — в частности, отражена история табачной промышленности, получившей особое развитие в регионе.

## Художественная галерея
Расположенная в отдельном здании художественная галерея имени Станки Димитровой основана в 1961 году как филиал Национальной художественной галереи. Здание галереи представляет собой двухэтажную почтовую станцию (конак) османской эпохи. Передана в состав регионального музея в 2014 году.
В экспозиции галереи коллекция икон местных мастеров, работы известнейших болгарских художников — Ярослава Вешина, Стояна Венева, Кирилла Цонева, Константина Штыркелова и других. В галерее проходят культурные события, в частности музыкальные вечера.